# Lecta (Unternehmen)
Lecta ist ein spanischer Papierhersteller mit operativem Hauptsitz in Barcelona. 2014 stellte er 1,7 Mio. t Papier her. Das Unternehmen ist im Besitz von CVC Capital Partners.

## Geschichte
Lecta übernahm 1997 Cartiere del Garda von Bertelsmann. 1998 folgten die Papeteries de Condat von Jefferson Smurfit. Im Dezember 1999 wurde mit Torraspapel die dritte Marke von der Gruppo Torras, einer Tochter des Kuwait Investment Office übernommen. 2012 übernahm Lecta Malmenayde und Nord Papier aus Frankreich.
Torraspapel geht auf die 1941 gegründete Papierfabrik Torras Hostench zurück.

## Papierfabriken
Quelle:
Gestrichenes Feinpapier (Kapazität 1,1 Mio. t)
- Riva del Garda, Italien
- Le Lardin-Saint-Lazare, Frankreich
- Motril, Spanien
- Sant Joan les Fonts, Spanien
- Saragossa, Spanien

Holzfreies ungestrichenes Papier (Kapazität 258.000 t) & Basispapier (Kapazität 231.000 t)
- Almazán, Spanien
- Leitza, Spanien
- Motril, Spanien
- Sant Joan les Fonts, Spanien
- Saragossa, Spanien

In Saragossa befindet sich außerdem eine Eukalyptus-Zellstofffabrik.